# Сеймур, Джон (умер в 1536)
Сэр Джон Сеймур из Уилтшира, KB (англ. John Seymour; ок. 1474 — 21 декабря 1536) — английский дворянин, принадлежавший к классу джентри, придворный королей Генриха VII и Генриха VIII из династии Тюдоров. Отец третьей супруги Генриха VIII, Джейн Сеймур, дед короля Эдуарда VI Тюдора.

## Биография
Был старшим сыном в семье Джона Сеймура из Вулфхолла (около 1450 — 26 октября 1491) и Элизабет Даррелл. Во время корнуоллских восстаний 1497 года отличился в битве при Блэкхите, за что Генрих VII посвятил его в рыцари. Его военная карьера продолжилась и в царствование Генриха VIII — он принимал участие во французской кампании 1513 года (осада Теруана и Турне). В 1508 году сэр Джон был назначен шерифом Уилтшира (занимал эту должность также в 1518 и 1524 гг.). В разное время служил шерифом Дорсета и Сомерсета.
В октябре 1494 года вступил в брак с леди Маргарет Уэнтворт, дочерью Генри Уэнтворта из Нэттлстэда, Саффолк, и его жены Энн Сэй, известной красавицы, прославленной в стихах Джона Скелтона. Для не особо знатного Сеймура это была блестящая партия, так как родословная леди Маргарет восходила к королю Эдуарду III Плантагенету, а кроме того она состояла в отдалённом родстве с могущественным кланом Говардов. У них было девять детей:
- Джон Сеймур (ум. 15 июля 1510);
- Эдуард Сеймур (ок. 1500/1506 — 22 января 1552);
- Томас Сеймур (ок. 1508 — 20 марта 1549);
- Джейн Сеймур (ок. 1508/1509 — 24 октября 1537);
- Элизабет Сеймур (ок. 1511—1563);
- Генри Сеймур (ок. 1514 — ум. после 1568);
- Дороти Сеймур;
- Энтони Сеймур (ум. ок.1528)[10];
- Марджери Сеймур (ум. ок.1528)[10].

Их первенец Джон был слаб здоровьем и скончался в 1510 году, старшие сыновья, Эдуард и Томас, служили пажами при дворе. Около 1527 года Эдуард женился на Кэтрин Филлол, но брак был признан недействительным в 1535 году после того, как он узнал о любовной связи жены с его отцом, сэром Джоном. Их дети — Джон и Эдуард — были объявлены незаконнорождёнными, а Кэтрин отправили в монастырь. Скандал имел последствия: помолвка старшей дочери сэра Джона, Джейн Сеймур, с Уильямом Дормером была расторгнута (ещё одной причиной для отмены помолвки называли недостаточно знатное происхождение Джейн), и репутации семейства был нанесён ущерб.
Однако вскоре благополучие было восстановлено. Осенью 1535 года Генрих VIII гостил в Вулфхолле, поместье Сеймуров, и его внимание привлекла Джейн. Они обвенчались 30 мая 1536 года через несколько дней после казни предыдущей супруги короля, Анны Болейн. Благодаря столь удачному замужеству Джейн, Томас и Эдуард вошли в круг особо приближённых к королю придворных и получили доходные должности. Сэру Джону не было пожаловано ни титулов, ни земель. На тот момент он уже покинул двор из-за проблем со здоровьем. Незадолго до Рождества 1536 года, 21 декабря, он скончался в своём поместье в Уилтшире. Королева Джейн не присутствовала на его похоронах.

## На телеэкране
- В телевизионном сериале BBC 1970 года «Генрих VIII и его шесть жён» в роли Джона Сеймура — Говард Лэнг[16].
- В британском мини-сериале 2003 года «Генрих VIII» в роли Джона Сеймура — Кристофер Гуд[16].
- В драматическом телесериале «Тюдоры» сэр Джон появляется как эпизодический персонаж в нескольких сериях второго сезона. Его роль исполнил ирландский актёр Стивен Бреннан[17].